# 塞纳鲁萨-博利瓦尔镇
塞纳鲁萨-博利瓦尔镇（西班牙語：Cenarruza-Puebla de Bolívar）是西班牙巴斯克自治区比斯开省的一个市镇。总面积19平方公里，总人口408人（2001年），人口密度22人/平方公里。